# جوسيبي كاساري
جوسيبي كاساري (بالإيطالية: Giuseppe Casari)‏ (مواليد 10 أبريل 1922) هو لاعب كرة قدم. يلعب مع منتخب إيطاليا لكرة القدم. سبق له أن لعب في كأس العالم لكرة القدم مع منتخب بلاده.

## روابط خارجية
- جوسيبي كاساري على موقع الاتحاد الدولي (مؤرشف)  (الإنجليزية)
- جوسيبي كاساري على موقع قاعدة بيانات كرة القدم.إي يو (الإنجليزية)
- جوسيبي كاساري على موقع ناشيونال فوتبول تيمز (الإنجليزية)
- جوسيبي كاساري على موقع عالم كرة القدم.نت (الإنجليزية)
- جوسيبي كاساري على موقع أوليمبيديا (الإنجليزية)